# Genèse (vieux saxon)
Pour les articles homonymes, voir Genèse (homonymie).
La Genèse est un poème biblique rédigé en vieux saxon retraçant l'histoire du Livre de la Genèse datant de la première moitié du IXe siècle. Trois fragments sont conservés dans un manuscrit de la Bibliothèque du Vatican, Palatinus Latinus (1447). La Genèse et le Heliand (poème épique basé sur le Nouveau Testament dont un fragment est également inclus dans le manuscrit de la Genèse) constituent les seuls documents majeurs de poésie en Vieux-Saxon. C'est également la base du poème anglo-saxon connu sous le nom de Genèse B. 

## Manuscrit, datation et provenance
Le Palatinus Latinus 1447 est un manuscrit composé de divers fragments de texte dont les plus anciens ont été datés de l'an 813 de notre ère et sont attestés par des preuves internes produites à l'abbaye de St. Alban devant Mayence. Les fragments de la Genèse sont le produit de trois mains différentes si l'on en croit les preuves paléographiques de la fin du IXe siècle.
La Genèse et Heliand semblent être tous deux rédigés dans une langue littéraire artificielle et peuvent donc être placés dans le contexte d'une période relativement brève entre environ 819 et la mort de Louis le Pieux en 840, à l'époque où la tradition poétique saxonne originelle décrut lentement et où les Carolingiens cherchèrent à intéresser les Saxons au christianisme récemment convertis de force après les guerres de religion. La Genèse fut rédigée après Heliand (elle y fait référence) par des érudits à l'abbaye de Fulda, un centre franc en bordure du territoire saxon, et par d'autres à l' abbaye de Werden, au centre de la région saxonne.

## Reconstruction et découverte hypothétiques
En 1875, en préambule à la publication d'une édition de Heliand, Eduard Sievers soutint dans une monographie dédiée aux deux poèmes que les lignes 235 – 851 de l’œuvre constituaient à l' origine un poème distinct qu'il nomma « Genèse B » pour le distinguer du reste, la Genèse A. Selon Sievers, il s'agissait d'une version adaptée en anglo-saxon d'un poème perdu, originellement rédigé en vieux saxon et correspondant au poème de la Genèse mentionné dans la préface latine du Heliand. Son intuition a été confirmée en 1894 lorsque Karl Zangemeister (en), professeur de philologie classique à l'Université de Leipzig, trouva et identifia les fragments lors d'une visite à la Bibliothèque du Vatican. Des photographies furent réalisées et la première édition du poème en vieux-saxon, de Zangemeister et Wilhelm Braune et avec une introduction de Rudolf Kögel (de), fut achevée à la fin de l'année. Sievers révisa son hypothèse originale selon laquelle un même poète était à l'origine du Héliand et de la Genèse.

## Texte, poème anglo-saxon et sources possibles
Le manuscrit conserve trois fragments :   
- un discours d'Adam d'après La chute de l'Homme ;
- un segment concernant Abraham et Sodome ;
- un segment concernant Caïn et Abel .

Ceux-ci correspondent respectivement aux lignes 790 – 817a, 151 – 337 et 27 – 150 de la Genèse B anglo-saxonne. 
Sur le plan stylistique, la Genèse, plus encore que le Heliande, montre qu'elle est le produit d'une tradition écrite : bien qu'elle conserve des caractéristiques de la poésie épique orale germanique telles que l'allitération et la diction de formules, elle est discursive et utilise de longues clauses connectées, et la langue privilégie de plus l'utilisation de particules au détriment des déclinaisons. La poésie anglo-saxonne avait une histoire écrite plus longue, commençant par la conservation de la poésie orale, et le traducteur anglo-saxon de la Genèse B a resserré les liens en utilisant des clauses plus subordonnées. La mesure est également plus régulière que dans le Heliand. Certains passages de la Genèse B ont été révisés pour le rendre la syntaxe, les formes des mots et l'orthographe plus anglo-saxon[Quoi ?]. Si l'on s'en tient à la grammaire et à la mesure, le poème anglo-saxon ne semble pas être une traduction. 
Le poème diverge de l'histoire de la Chute racontée dans la Vulgate. Adam est ici tenté par un démon qui prend la forme d'un ange, et non pas par un "serpent" comme dans la Bible. Eve joue un rôle beaucoup plus actif : Adam est tenté le premier mais ne cède pas ; alors le démon tentateur se tourne vers Eve et lui promet que le fruit défendu lui conférera des pouvoirs divins ; elle sera capable de voir Dieu lui-même. Eve cède alors au démon et, après avoir goûté au fruit, narre à Adam une merveilleuse vision céleste du monde et de Dieu lui-même dans tout sa gloire et sa magnificence,. 
Bien qu'il ait été suggéré que la vision dérive d'une source germanique — la relation du seigneur avec ses guerriers ou son comitatus — la source la plus probable semble être des textes apocryphes juifs et les écrits du pape Grégoire le Grand ou d'autres contemporains interprètes bibliques,, y compris le Heliand. Il reflète également la crise théologique dans l'Empire carolingien au milieu du IXe siècle sur le libre arbitre et la prédestination, en se concentrant sur Gottschalk d'Orbais . Cependant, le poème reflète également des concepts germaniques dans le rôle d'Eve en tant que conseillère de son mari, dans l'élément de querelle de la chute, et dans la mention dans Genèse B, vraisemblablement présente dans le texte original et également présente dans le Heland, de Satan employant un Tarnhelm, casque magique permettant de changer de forme.

## Éditions
- Karl Friedrich Wilhelm Zangemeister (en) et Wilhelm Braune . Bruchstücke der altsächsischen Bibeldichtung, aus der Bibliotheca palatina . Neue Heidelberger Jahrbücher 4 (1894) 205 – 94 (avec télécopieur). Heidelberg: Koester, 1894. (OCLC 10626142)    (sans fac-similé) (en allemand)
- Otto Behaghel (de) . Heliand und Genesis . Altdeutsche Textbibliothek 4. 1903. 9e éd. tour. Burkhard Taeger. Tübingen: Niemeyer, 1984.  (ISBN 9783484200036)  (avec Heliand ) (en allemand)
- Alger N. Doane. Saxon Genesis: Une édition de l'Occident saxon Genèse B 'et le vieux saxon du Vatican ' Madison, Wisconsin / Londres: Université du Wisconsin, 1991.  (ISBN 9780299128005) (avec Genesis B )
- Ute Schwab avec Ludwig Schuba et Hartmut Kugler. Die Bruchstücke der altsächsischen Genesis und ihrer altenglischen Übertragung: Einführung, Textwiedergaben und Übersetzungen, Abbildung der gesamten Überlieferung . Litterae 29. Göppingen: Kümmerle, 1991.  (ISBN 9783874522168)    (avec Genesis B et fac-similé) (en allemand)